# Syddistriktet
Syddistriktet (hebraisk: מחוז הדרום, Mekhoz haDarom) er et af Israels seks administrative distrikter, og er det største når det kommer til landområde, men samtidig mindst befolkede. Distriktet dækker broderparten af Negev-regionen så vel som Arava. Syddistriktets befolkning er på 1 002 400. Distriktet er 86 % jødisk og 14 % arabisk (for det meste muslimsk). Distriktets hovedby er Beersheba. Distriktets største by er Ashdod. De mest velstående områder er Omer, Metar og Lehavim. Sderot, Netivot og Ofakim er længere nede på den sociøkonomiske skala.

## Byer
- Arad ערד
- Ashdod אשדוד
- Ashkelon אשקלון
- Beersheba (Be'er Sheva) באר שבע
- Dimona דימונה
- Eilat אילת
- Kiryat Gat קריית גת
- Kiryat Mal'akhi קריית מלאכי
- Netivot נתיבות
- Ofakim אופקים
- Rahat רהט
- Sderot שדרות

## Lokale styrer
- Ar'arat an-Naqab عرعرة ,ערערה בנגב
- Hura حورة ,חורה
- Kuseife كسيفة ,כסיפה
- Lakiya اللقية ,לקיה
- Lehavim להבים
- Metar מיתר
- Mitzpe Ramon מצפה רמון
- Omer עומר
- Shaqib al-Salam شقيب السا ,שגב-שלום
- Tel as-Sabi تل السبع ,תל שבע
- Yeruham ירוחם